# Lucifer
För andra betydelser, se Lucifer (olika betydelser).

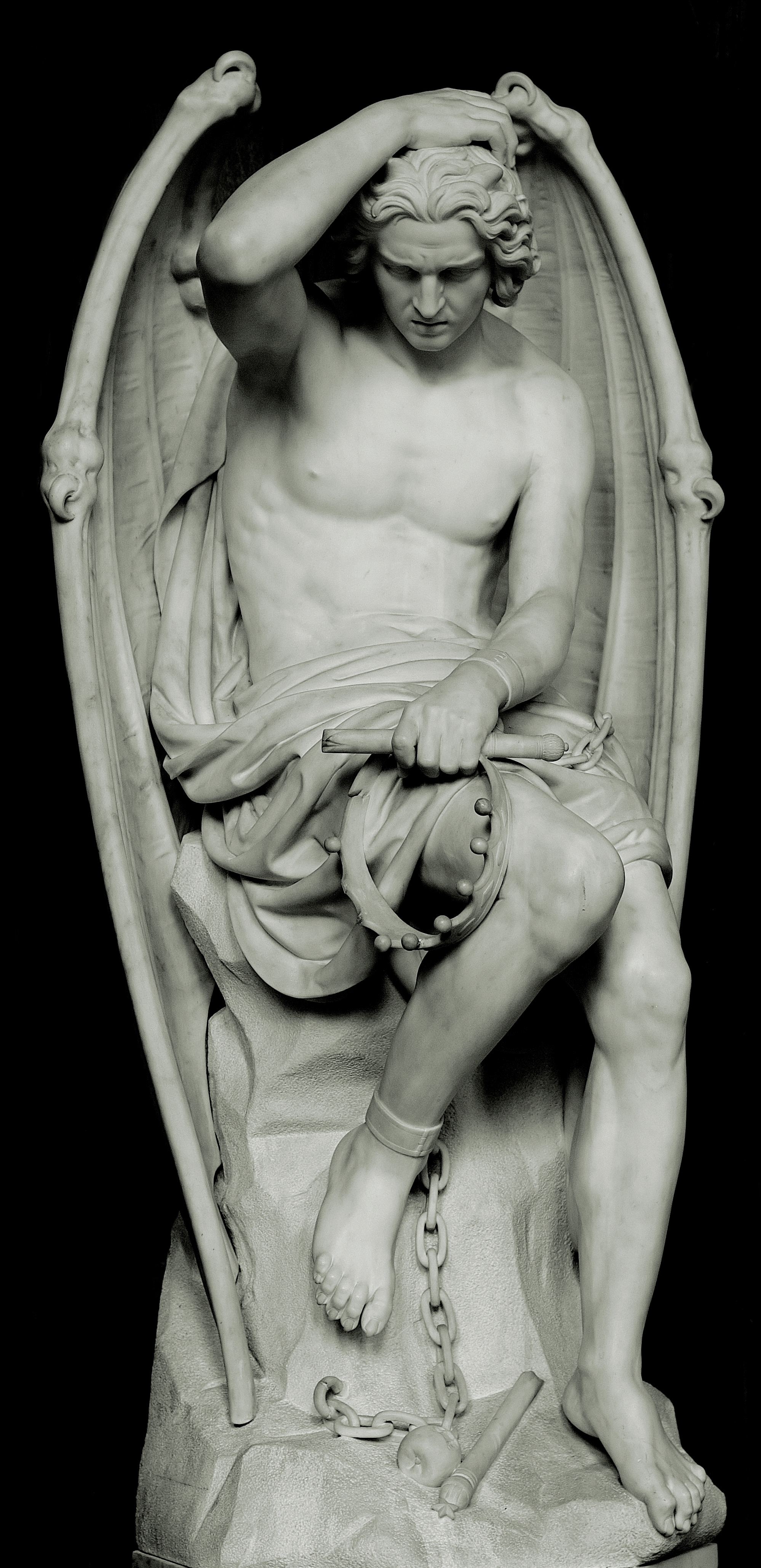
Lucifer i Sankt Paulskatedralen i Liège, av Willem Geefs

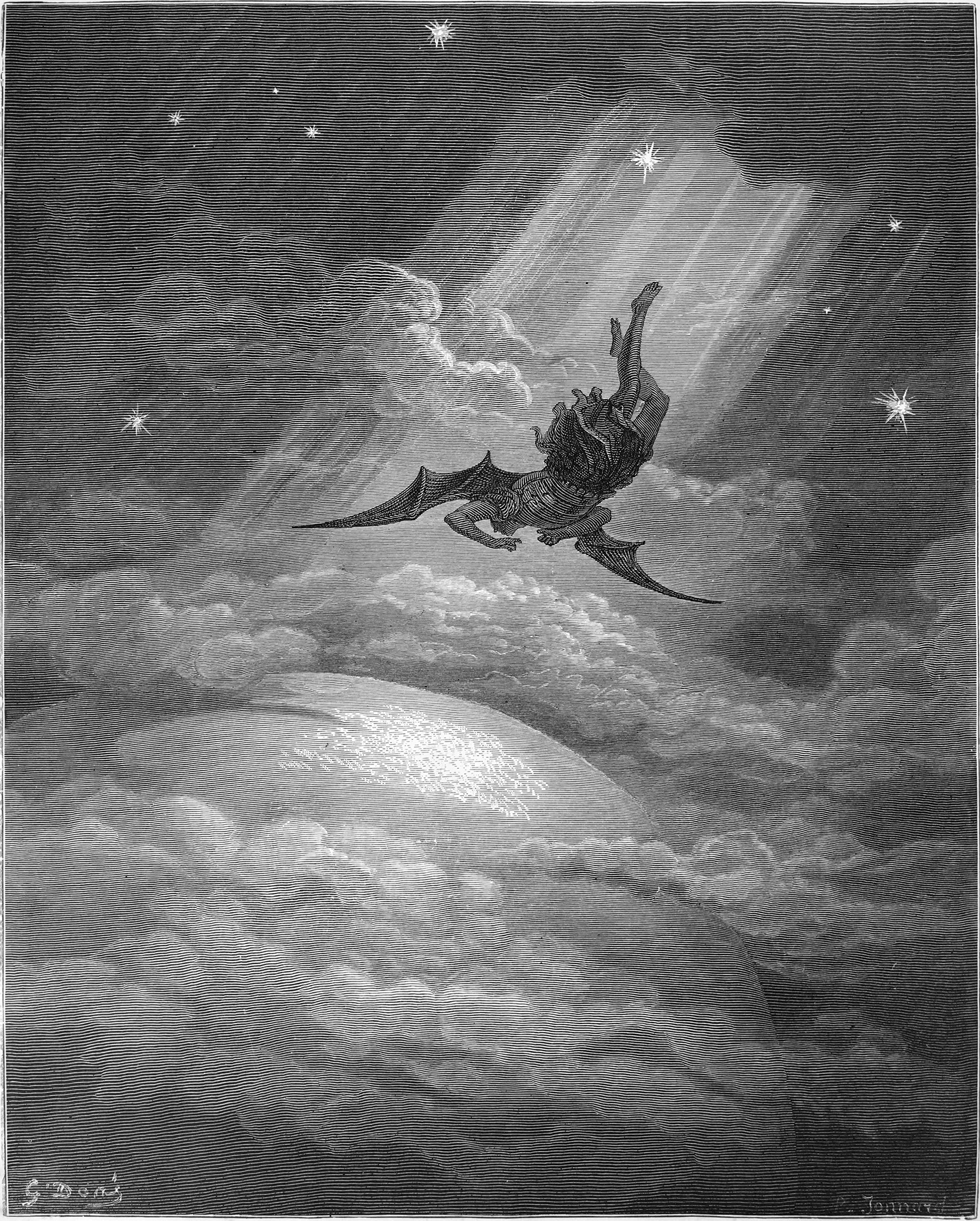
Den fallne ängeln.

Lucifer (heb. hêlêl eller hêlêl ben shachar) är latin och betyder ljusbringare eller ljusbärare (Lucem ferre 'att bringa ljus'). Inom större delen av kristen teologi har Lucifer identifierats med Satan.

## Ordet "lucifer"
I förkristen romersk mytologi betecknade det latinska ordet Lucifer planeten Venus när den visade sig som morgonstjärna i gryningen, vilken identifierades med den motsvarande grekiska stjärnguden Fosforos. Ingen av dessa två gudomar var förknippad med de negativa associationer som senare skulle knytas till namnet genom kristendomens läroutveckling och bibelns översättning till latin.
I den latinska bibelöversättningen Vulgata, som fullbordades av Hieronymus år 405, förekommer Lucifer ett antal gånger:
- Job 11:17 "Ditt liv skall då stråla klarare än middagens sken; och kommer mörker på, så är det som en gryning till morgon."
- Job 38:32
- Ps 108:3
- Jesaja 14:12
- 2 Petrusbrevet 1:19 "Så mycket fastare står nu också för oss det profetiska ordet; och I gören väl, om I akten därpå, såsom på ett ljus som lyser i en dyster vildmark, till dess att dagen gryr, och morgonstjärnan (Lucifer) går upp i edra hjärtan."

Även Jesus omnämns som morgonstjärnan, t.ex. i 2 Pet 1:19 och Upp 22:16, dock blev inte dessa hänvisningar översatta på samma sätt.

### Jesaja 14
I Jesajas bok förutsägs den babyloniske kungens fall i kapitel 14, vers 12:
Hur har du inte fallit från himmelen, du strålande morgonstjärna! Hur har du inte blivit fälld till jorden, du folkens förgörare.
Detta ska ha varit Guds reaktion på den babyloniske kungens övermod då han inte erkände att han stod under någon härskare, varken i himmelen eller på jorden. Kungen ansåg sig själv och sina lagar överordnade allt. Därför beskrev Jesaja honom sarkastiskt som morgonstjärnan vars glans kommer att falna då solen (läs Gud) går upp över världen. På ursprunglig hebreiska beskrivs kungen som "hêlêl ben shachar", vilket betyder (ungefär) "lysande son till gryningen" (hêlêl = "[den] lysande"), och som var namnet på en kanaaneisk stjärngud. I de grekiska texter som Hieronymus översatte från under 380-talet (för att under 390-talet övergå till den hebreiska grundtexten) står det däremot "fosforos", vilket är det grekiska ordet för morgonstjärnan, planeten Venus. Därför översatte han direkt detta ord till det latinska namnet på samma stjärna, nämligen Lucifer.

## Lucifer blir till Satan
Under kristendomens första 170 år förekom inte uppfattningen att Jes. 14 skulle hänvisa till en fallen ängel, som senare blev Satan, men omkring år 200 gjorde tidiga kristna tänkare som Tertullianus och Origenes tolkningen att så skulle vara fallet. Deras tolkningar var försök att harmonisera vad Jesus lärjungar och andra författare under apostolisk tid skrev ned, exempelvis:
Han svarade: Jag har sett Satan slungas ner från himlen som en blixt. (Lukasevangeliet 10:18)
Och det blev en strid i himlen: Mikael och hans änglar gav sig i strid med draken. Och draken och hans änglar stred, men han övermannades och det fanns inte mer någon plats för dem i himlen. Och den stora draken kastades ner, den gamle ormen, kallad Djävulen, och Satan, som vilseleder hela världen: han var kastad in till världen, och hans änglar var utkastade med honom.'" (Uppenbarelseboken 12:9)
Dessa bibelställen kom också att förknippas med Hesekiel 28:12-17:
Du människobarn, stäm upp en klagosång över kungen i Tyrus och säg till honom: Så säger Herren, Herren: Du var förnämst bland härliga skapelser, full med vishet och fullkomlig i skönhet I Eden, Guds lustgård, bodde du, höljd i alla slags ädla stenar...
...Du var en kerub, som skuggade vida, och jag hade satt dig att vara på det heliga gudaberget, du fick där gå omkring bland gnistrande stenar. Lyckosam var du på dina vägar från den dag då du skapades, till dess att orättfärdigheten blev funnen i dig. Men under din myckna köpenskap blev ditt inre fyllt med orätt, och du föll i synd. Då förvisade jag dig från gudaberget och förgjorde dig, du vittskuggande kerub.
På så sätt blev Lucifer Satan eftersom morgonstjärnans nedgång i mörkret syftar på hur djävulen sjunker ner i helvetet, nerkastad från himmelen.

## Lucifer i kristen historia

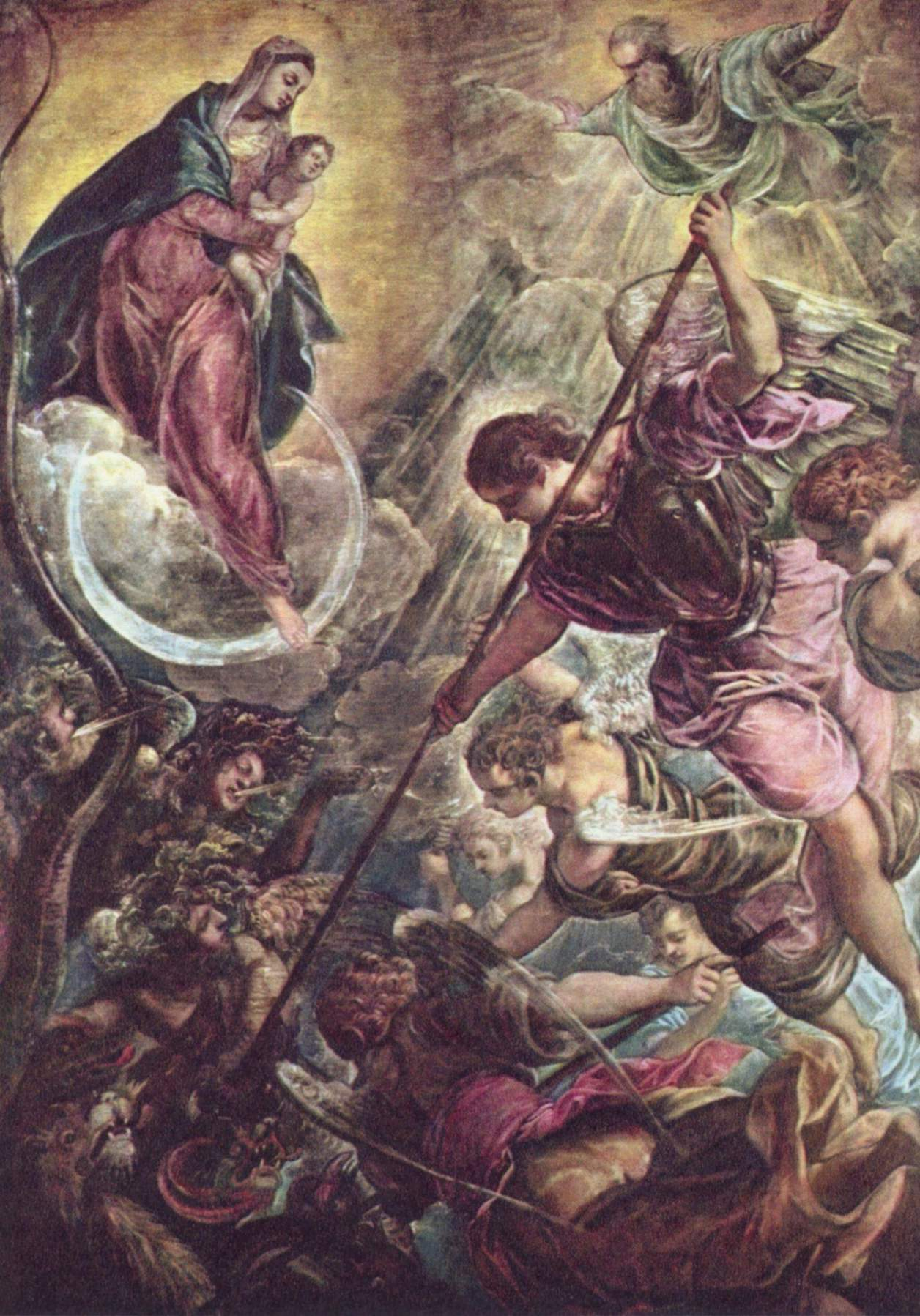
Ängeln Mikaels strid med Djävulen.

Lucifers exakta ställning före fallet har varit föremål för senare legendbildning. I några legender skall Lucifer ha varit den ängel som stod Gud närmast, vilket då skulle förklara hans namn som ljusbringare då han skulle ha varit den starkast lysande stjärnan på Guds himmel. I andra legender innehas denna position däremot av Mikael, eller - under judiskt inflytande - Metatron.
Skälet till Lucifers fall varierar mellan olika legendariska texter. I en berättelse, som är känd från både kristna och muslimska miljöer, ansåg sig Lucifer bara lyda under Gud, men när Gud skapade människan och krävde att alla änglar ska lyda under dem, vägrade Lucifer och gjorde uppror. Detta har blivit den vedertagna bilden av Satan i stora delar av den kristna välden. Däremot betonar kyrkofäderna att namnet Lucifer inte är det rätta namnet på djävulen, utan att det mer beskriver det tillstånd från vilket han fallit ifrån. Djävulen har inget egentligt namn i Bibeln utan beskrivs mer i termer som anklagare och motståndare.
I Wolfram von Eschenbachs riddardikt Parzival, författad på 1210- eller 1220-talet, är den heliga Graal tillverkad ur en stor smaragd som lossnat från Lucifers panna vid dennes fall.
I skriften Abramelins magi, vars exakta tillkomstmiljö och tidpunkt för tillkomst är omstridd (varierande mellan ytterlighetshypoteserna judiskt 1400-tal och kristet 1700-tal), identifieras inte Lucifer med Satan. Istället påstås de mäktigaste fallna änglarna vara fyra till antalet: Belial, Leviatan, Satan och Lucifer.

## Lucifer i antroposofin
Lucifer spelar en viktig roll även i Rudolf Steiners antroposofi. Där beskrivs han jämte Ahriman och asuras som en av de andliga motståndsmakter som mänskligheten måste konfrontera.  För Steiner är Lucifer den kraft som försöker få människan att fly från det materiella, medan hans motpol Ahriman leder henne ner i materien.

## Lucifer i litteraturen
- I Den gudomliga komedin (utgiven i början av 1300-talet) beskriver författaren Dante Alighieri djävulen i sista sången (sång 34) i Inferno. Namnet Lucifer dyker inte upp, däremot beskrivs djävulen som att ha två enorma vingar. Detta tillsammans med att djävulen är fjättrad i den del av helvetet som är reserverat för förrädare tyder på att Dante gör kopplingen till den rebelliske ängeln.
- Det förlorade paradiset av John Milton (utgiven 1667) återger bl. a. berättelsen om hur djävulen vänder sig mot sin herre, Gud, och kastas ned i helvetet. Genom dikten använder Milton flera av djävulens namn, däribland Lucifer, och han beskrivs även som den starkast lysande av stjärnor i bok 7. Boken innehåller även det berömda citat där Lucifer hävdar att "Det är bättre att härska i helvetet än tjäna i himmelen." - Bok 1, 263.
- I Margit Sandemos romanserie Sagan om Isfolket är Lucifer inte det samma som Satan. Han är en mer sympatisk, men ändå bedräglig, karaktär som bryr sig om människorna till skillnad från Gud, som här skildras som en passiv beskådare av människornas lidande.
- I När änglar dör av Andreas Roman särskiljs Lucifer från Satan (Isamael i boken). I Romans verk har Lucifer den klassiska rollen som den högste ängeln som senare gör uppror medan Satan/Isamael jämställs med Gud.
- I Mark Twains Letters from the Earth är Lucifer en bråkstake till ängel som förpassas från himlen för en dag efter att ha spytt sarkasmer över mänskligheten. Han tillbringar sin tid på Jorden, som i jordslig tid motsvarar tusen år, och skriver brev till de andra änglarna i himlen - vilket utgör huvudinnehållet i boken
- Mästaren och Margarita är en roman av Michail Bulgakov  som alluderar Goethes  Faust  där huvudpersonen säljer sin själ till djävulen.
- Lucifer är huvudperson i den amerikanska tecknade vuxenserien (graphic novel) med samma namn utgiven av förlaget vertigo tillhörande dc comics. Serien baseras på en episod i den banbrytande serien sandman av Neil Gaiman där Lucifer bestämmer sig för att stänga helvetet. Serien Lucifer återanvänder och anpassar flera av de vitt spridda idéerna om Lucifer som beskrivs ovan: Lucifer som satan; Lucifer som en fallen ängel; Lucifer som Ärkeängel; osv.

## Lucifer i film, musik och spel
- I filmen  Angel Heart spelar Robert de Niro en karaktär med namnet Louis Cyphre, som visar sig vara djävulen. Namnet kan utläsas Lucifer på engelska
- I filmen Constantine, från 2005, spelar Peter Stormare Lucifer, ängeln som blev utkastad från himlen. Men i filmen har Lucifer ganska jämlik kraft med Gud.
- Rodney Dangerfield spelar Lucifer i filmen Little Nicky, från 2000, med Adam Sandler i titelrollen. I filmen är Lucifer huvudpersonens farfar och har dragit sig tillbaka, eftersom det vart 10 000:e år väljs en ny härskare i helvetet, och därför är det Nickys far, Satan (spelad av Harvey Keitel), som är djävulen.
- Viggo Mortensen spelar rollen som Lucifer i filmen God's Army (även kallad The Prophecy från 1995) där Christopher Walken porträtterar ärkeängeln Gabriel.
- I filmen Djävulens advokat, från 1997, gestaltas Lucifer, i form av den oslagbare advokaten John Milton, av Al Pacino.
- I Disneys animerade film om Askungen, heter den elaka styvmoderns katt Lucifer.
- Joakim Thåström har på skivan "Thåström" från 1990 gjort två sånger Djävulen och jag och Mästaren och en iskall margarita med referenser till Lucifer.
- Det klassiska rockbandet Rolling Stones gav 1968 ut en låt med namnet "Sympathy for the Devil" där de hänvisar till Lucifer.
- Det sydkoreanska pojkbandet "SHINee" har Lucifer som deras titel till deras andra album och låt.
- I tv-serien Supernatural är Lucifer den fallne ängeln som blivit inlåst på grund av sin syn på mänskligheten. Han är där även skaparen av demoner. Lucifer spelas av Mark Pellegrino.
- Faust " et Marguerite " fransk opera av Charles Gounod (1818-1893)
- Serie på Netflix. Djävulen (Lucifer Morningstar) har tröttnat på att vara chef i helvetet och drar till Los Angeles, där han öppnar nattklubb och slår sig ihop med en mordutredare. Medverkande: Tom Ellis, Lauren German, Kevin Alejandro

## Lucifer som förnamn i Sverige
Enligt statistiska centralbyrån heter 85 män Lucifer och 10 st har det som tilltalsnamn.